# مگ هریس
مگ هریس (انگلیسی: Meg Harris؛ زادهٔ ۷ مارس ۲۰۰۲) شناگر اهل استرالیا است.
وی در مسابقات کشوری و بین‌المللی در مجموع برندهٔ ۱ مدال طلا شده‌است.